# كوماموناسية ملتهمة السيرين
كوماموناسية ملتهمة السيرين (الاسم العلمي: Comamonas serinivorans) هي نوع من البكتيريا، سلبية الغرام، تتبع جنس الكوماموناسية.